# 乔治·戴维·伯克霍夫
乔治·戴维·伯克霍夫（英語：George David Birkhoff，1884年3月21日—1944年11月12日），美国数学家。

## 外部
- 約翰·J·奧康納; 埃德蒙·F·羅伯遜, ,  （英语）
- 乔治·戴维·伯克霍夫在數學譜系計畫的資料。